# Elk (Washington)
Elk az Amerikai Egyesült Államok északnyugati részén, Washington állam Spokane megyéjében elhelyezkedő önkormányzat nélküli település.
Az 1970-es években leégett Elk Hotel helyén épült postahivatal ma is működik. A település eredetileg a Peddit’s Township of Elk nevet viselte. Az Elk napok során az apák napja mellett a helység fennállását ünneplik; a rendezvénysorozat keretében járműbemutatót és felvonulást is szerveznek.

## Fordítás
Ez a szócikk részben vagy egészben  az   Elk, Washington című angol Wikipédia-szócikk ezen változatának fordításán alapul.  Az eredeti cikk szerkesztőit annak laptörténete sorolja fel. Ez a jelzés csupán a megfogalmazás eredetét és a szerzői jogokat jelzi, nem szolgál a cikkben szereplő információk forrásmegjelöléseként.